# Ebimimbang
Ebimimbang est un village du Cameroun situé dans la région du Sud et le département de l'Océan. Il fait partie de la commune de Bipindi et se trouve à 74 km de Lolodorf sur la route qui relie Bipindi à Nkoutou dans l'arrondissement d'Ebolowa.

## Population
En 1966, la population était de 488 habitants. Le village disposait avant 1966 d'une école publique à cycle complet. Lors du recensement de 2005, le village comptait 680 habitants dont 333 hommes et 347 femmes, principalement de Fangs.